# Магн Максим
Маґнус Максімус (лат. Flavius Magnus Maximus) помер 28 серпня 388, Аквілея) — римський імператор Західної Римської імперії з 383 по 388 рік. Узурпував трон у імператора Граціана.

## Походження

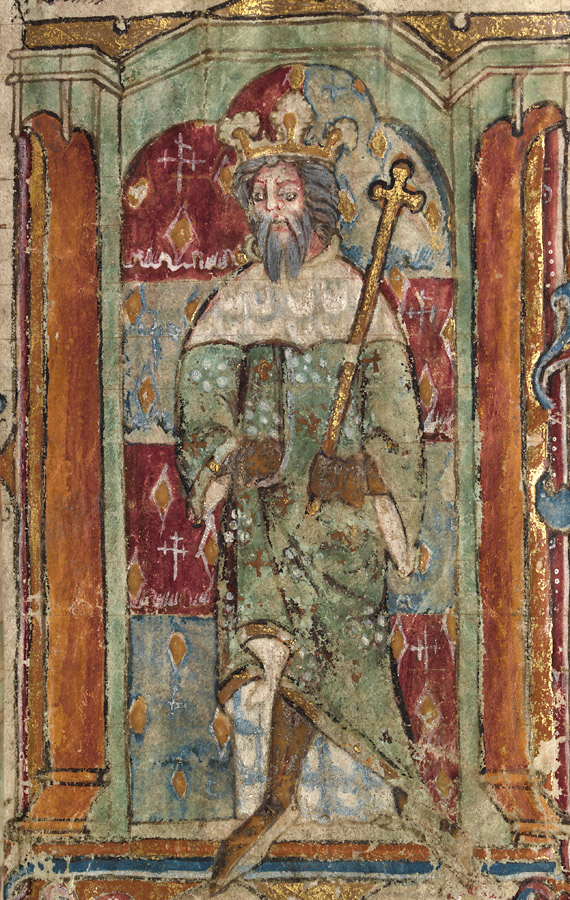
Llanbeblig часослов (том 3r.) Король, можливо, Маґнус Максімус, зі скіпетром.

Вважається, що Максімус мав галло-римське походження. Згідно з історичними свідченнями та легендами, він народився наприкінці IV ст. в Галлії, у маєтках графа Феодосія Старшого з династії Феодосіїв, до якої, як він стверджував, належав. Хоча в деяких джерелах зазначають, що Максімус таки походить з Іспанії.

## Шлях до влади
Максімус служив із Феодосієм в Африці в 373 році. Феодосій був посланий Валентиніаном I придушити повстання мавританського повстанця Фірмуса й розслідувати злочинну діяльність Романа, головнокомандувача в Африці. Максімусу доручили працювати разом із Гільдо, братом Фірмуса, який все ще залишався вірним римлянам. Їхнім завданням було заарештувати Вінцентія, вікарія Африки, якого підозрювали у спільництві з Романом. Цей обов'язок свідчить про те, що Максімус був deputatus (офіцери, обрані імператором для допомоги різним римським генералам у виконанні таких завдань, як-от арешт диверсантів). Наступне відоме призначення Максімуса відбулося на Дунаї у 376 році, де він допомагав Лупіцину, військовому генералу Трації, у розселенні готів на римській території. Також можливо, Максімус був присутній в Адріанополі в 378 році, але точної інформації немає.
Близько 380 року його підвищили до comes Britanniae, тобто до генерала польової армії в Британії. У 381 році він відбив вторгнення піктів і шотландців. У 383 році війська проголосили його імператором, і він вирушив до Галлії, щоб протистояти імператору Граціану. Причини його повстання не зовсім зрозумілі. Більшість сучасників стверджують, що він був імператором мимоволі, але більш імовірно, що Максімус сподівався отримати посаду Августа завдяки своїм близьким стосункам із Феодосієм Старшим. Син Феодосія став східним Августом Феодосієм I у 379 році. Однак у січні 383 року Феодосій І назвав свого малолітнього сина Аркадія своїм наступником, фактично розтоптавши будь-які надії Максімуса на те, що він може отримати частину імператорської влади на законних підставах.
Переправившись до Галлії, він зустрівся з імператором Західної Римської імперії Граціаном під Парижем. Вони билися п'ять днів, поки Граціана не зрадили спочатку його мавританська кіннота, а згодом решта війська. Граціан утік до Італії зі своєю особистою охороною з аланів. Максімус відправив свого командира кінноти Андрагатія переслідувати Граціана. Андрагатій спіймав і вбив Граціана в Ліоні 25 серпня 383 року. Ці події ілюструють, як Максімус використовував варварів для свого приходу до влади. Ймовірно, він заручився підтримкою мавританських військ Граціана завдяки своїй попередній зв'язці з Гільдо. Крім того, Граціан воював з аламанами в Галлії незадовго до переправи Максімус. Це може вказувати на те, що аламани були клієнтами Максімуса. Можливо, він зустрівся з ними в Британії, куди Валентиніан I відправив Фраомара, вождя аламанів, зі своїми людьми для зміцнення римської оборони в Британії після 369 року. Крім того, Максімус використав прихильність Граціана до свого аланського охоронця, щоби підбурити війська в Британії до заколоту. 
Після перемоги над Граціаном Максімус заснував свій двір у Трірі і відправив послів до Феодосія I і Валентиніана II. Здається, однак, що він мав намір продовжити похід на Італію. Він зібрав військо, що складалося переважно зі своїх клієнтів Аламанни, але йому завадили швидкі дії генерала Валентиніана II Бауто, який прийшов на північ і вів затяжну боротьбу, поки основна частина його військ не змогла укріпитися на альпійських перевалах. Крім того, на захід прийшов Феодосій І з військом. В результаті цих двох подій у 384 році між Максімусом, Феодосієм I і Валентиніаном II була досягнута угода, за якою Максімус був визнаний Августом в обмін на те, що Валентиніан II залишився при владі. Через деякий час після цієї угоди, але все ще в 384 році, Максімус назвав свого новонародженого сина Віктора Августом і більше не визнавав Валентиніана II.
Здавалося, що режим Максімус функціонував без проблем. Він правив у Британії, Галлії, Іспанії та Африці. Він карбував монети, видавав закони і мав імперську бюрократію. Максімус був переконаним нікейським християнином. Він стратив іспанського єретика Прісцілліана десь між 384-86 роками, чим викликав гнів Папи Сиріція та інших видатних членів церкви. Це було нібито через доктринальні питання, але насправді то було питанням влади. Крім того, він реорганізував провінції в Галлії, зокрема, створив Лугдуненсіс III і Лугдуненсіс Сенонію, а також дав своє ім'я Максімус Секванія. 

## Падіння Максімуса
У 387 році Максімус вирішив вторгнутися в Італію і витіснити Валентиніана II раз і назавжди. Валентиніан втік до Феодосія на схід і попросив допомоги. Феодосій зібрав військо і рушив на захід. Після кількох битв в Іллірикумі при Емоні, Сісці та Поетовіо, Максімус потрапив у полон і був страчений в Аквілеї 28 серпня 388 року. Сенат прийняв проти нього декрет Damnatio memoriae (практика в Давньому Римі, коли офіційно видаляли імена та спогади про певну особу з публічної пам'яті). Однак його матір і щонайменше двох дочок було врятовано. Восени того ж року довірений генерал Феодосія Арбогаст задушив сина Максімуса, Віктора, в Трірі. 

## Родина
Невідомо, що сталося з родиною Максима після його падіння. Відомо, що у нього була дружина, яка, як записано, шукала духовної поради у святого Мартіна Турського під час його перебування в Трірі. Її подальша доля і навіть ім'я не збереглися в достовірних історичних джерелах. Те ж саме можна сказати і про матір та дочок Максима, за винятком того, що Феодосій I пощадив їх.
Одна з дочок Максима, можливо, була одружена з Еннодієм, проконсулом Африки (395). Онуком Еннодія був Петроній Максим, ще один нещасливий імператор, який правив у Римі лише 77 днів, перш ніж був побитий камінням під час втечі від вандалів 24 травня 455 року. Серед інших нащадків Еннодія, а отже, можливо, і Максима, були Аніцій Олібрій, імператор у 472 році, а також кілька консулів і єпископів, таких як святий Магнус Фелікс Еннодій (єпископ Павії бл. 514-21 рр.). Ми також зустрічаємо невідому доньку Магнуса Максима, Севіру, на Елісегському стовпі (9 століття), ранньосередньовічному камені в Уельсі, де йдеться про її шлюб з Вортігерном, королем бриттів.

## Валлійська легенда
Легендарні версії про кар'єру Максімуса, в яких він одружується з валлійською принцесою Оленою,  циркулювали в народних переказах у валлійськомовних регіонах з давніх часів. Хоча історія зустрічі Елен і Максімуса майже напевно вигадана, існують деякі докази на користь основних тверджень. Йому, безумовно, відведено чільне місце в найдавнішій версії валлійських "Тріад", які, як вважають, датуються приблизно 1100 роком і в деяких випадках відображають давніші традиції. Валлійська поезія також часто згадує Максімуса як фігуру для порівняння з пізнішими валлійськими лідерами. Ці легенди дійшли до нас у двох окремих версіях.

### Джефрі Монмутський  "Historia Regum Britanniae"
Згідно з вигаданою "Historia Regum Britanniae" Джеффрі Монмутського (1136 р.), основою для багатьох англійських та валлійських легенд, Максиміан був римським сенатором, племінником Коела Гена через брата Коела Іоеліна, і королем бриттів після смерті Октавія (Юдафа Гена). Джеффрі пише, що це сталося тому, що Октавій хотів видати свою дочку заміж за такого могутнього напівримлянина-напівбританця і віддати королівство Британії в якості приданого цьому чоловікові, тому він відправив послання до Риму, пропонуючи свою дочку Максиміану. Карадокус, герцог Корнуольський, запропонував і підтримав шлюб між дочкою Октавія і Максиміаном. Максиміан прийняв пропозицію і виїхав з Риму до Британії. Далі Джеффрі стверджує, що Максиміан зібрав армію, грабуючи франкські міста по дорозі. Він ненавмисно вторгся в Клаузентум (сучасний Саутгемптон) і ледь не вступив у бій з армією бриттів під командуванням Конана Меріадока, перш ніж погодився на перемир'я. Після подальших переговорів Максиміан отримав королівство Британії, а Октавій пішов у відставку. Через п'ять років свого правління Магнус Максімус зібрав величезний флот і вторгся в Галлію, залишивши Британію під контролем Карадока. Діставшись до королівства Арморика (історично регіон між річками Луарою і Сеною, пізніше включав Бретань, Нормандію, Анжу, Мен і Турень), він розгромив короля і вбив тисячі мешканців. Перед від'їздом до Риму він викликав Конана, бунтівного племінника Октавія, і попросив його стати королем землі, яка була перейменована на Бретань. Чоловіки Конана одружилися з місцевими жінками, відрізавши їм язики, щоб зберегти чистоту мови. Джеффрі Монмутський наводить цю легенду, щоб пояснити валлійську назву Бретані, Llydaw, як таку, що походить від lled-taw або "напівмовчазний". Враховуючи, що Конан був добре відомий у генеалогіях як засновник Бретані, ця розповідь, безумовно, пов'язана з давнішою традицією, ніж у Джеффрі. Після смерті Карадока правління Британією як регента перейшло до Діонота, який, зіткнувшись з іноземним вторгненням, звернувся до Максімуса, який нарешті відправив людину на ім'я Граціан Муніцепс з двома легіонами, щоб зупинити напад. Він убив багато тисяч людей, перш ніж загарбники втекли до Ірландії. Незабаром після цього Максімус помер у Римі, і Діонот став офіційним королем бриттів. На жаль, не встиг він розпочати своє правління, як Граціан захопив корону і проголосив себе королем над Діонотом.
Попри загалом позитивний опис Максиміана, "Історія" завершується успіхом варварських загарбників і наріканням: "О, жаль за відсутність багатьох воїнів через безумство Максиміана!".

### "Сон Максена Вледіга"
Хоча казка Мабіногіона "Сон Максена Вледіга" написана в більш пізніх рукописах, ніж версія Джеффрі, ці два оповідання настільки відрізняються, що вчені погоджуються з тим, що "Сон" не може ґрунтуватися виключно на версії Джеффрі. Розповідь "Сну" також краще узгоджується з деталями в "Тріадах", тож, можливо, вона відображає більш ранню традицію.
Максен Вледіг, імператор Риму, однієї ночі бачить уві сні прекрасну дівчину в дивовижному, далекому краї. Прокинувшись, він посилає своїх людей по всій землі на її пошуки. З великими труднощами вони знаходять її в багатому замку в Уельсі, доньку вождя, що базується в Сегонтіумі (Карнарфоні), і ведуть до неї імператора. Все, що він знаходить, точно відповідає його сну. Дівчина, яку звуть Олена або Елен, приймає і любить його. Через те, що Елен виявилася незайманою, Максен дарує її батькові суверенітет над островом Британія і наказує побудувати три замки для своєї нареченої. За відсутності Максена новий імператор захоплює владу і попереджає його, щоб він не повертався. За допомогою людей з Британії на чолі з братом Олени Конаном (валлійською: Cynan Meriadoc, бретонською: Conan Meriadeg), Максен проходить через Галлію та Італію і відвойовує Рим. На знак подяки своїм британським союзникам Максен нагороджує їх частиною Галлії, яка стає відомою як Бретань.  Його кохана Олена (Елен) подорожувала римськими дорогами в долині Сноудону, коли отримала сумну звістку про загибель чоловіка. Біля колодязя вона стала на коліна і вигукнула "croes awr i mi yw hon", що в перекладі означає "для мене настала хресна година", а потім лягла і померла. Село було назване Кроезор, сноудонське село, розташоване на колінах гори Кніхт. Саме тому село називалося Крозор, і хоча воно знаходиться близько до Карнарфона, від нього досить далеко до долин і гір Сноудонії. Початкова школа Крозор мала повну версію байки, намальовану дітьми у 1970-х роках на фресці з гончарної плитки, що охоплює всю довжину маленької школи; вона була там відтоді, як її було зроблено, доки школу не продали для приватного використання.

### Легенда про Магнуса Максима та церкву Святого Пебліга в Карнарфоні
Магнус Максімус і Олена традиційно вважаються батьками святого Пебліга (або Пабліка, за календарем Уельської церкви), якому присвячена церква в Карнарфоні. Церква побудована на важливому ранньохристиянському місці, а сама побудована на місці римського Мітрею або храму Мітри, недалеко від римського форту Сегонтіум. Під час реставраційних робіт у 19 столітті в одній зі стін було знайдено римський вівтар. Нинішня церква датується переважно 14 століттям.
Середньовічний англійський король Едуард I перебував під впливом легендарного сну Магнуса Максімуса. Уві сні Максімус побачив фортецю, "найпрекраснішу з усіх, які коли-небудь бачила людина", в межах міста в гирлі річки в гірській країні і навпроти острова. Едуард витлумачив це так, що Сегонтій був містом сну Максімуса, і спирався на імперський зв'язок при будівництві замку Карнарфон у 1283 р.Очевидно, вважалося, що Максімус помер в Уельсі. Згідно з "Flores Historiarum", під час будівництва замку і запланованого поруч міста, тіло, яке, як вважають, належало Магнусу Максімусу, було знайдено похованим; король Едуард наказав перепоховати його в місцевій церкві.

## Діяльність
Максімус зробив своєю столицею Августу Треверорум (Тревес, Трір) у Галлії і правив Британією, Галлією, Іспанією та Африкою. Він випустив монету і видав низку указів, що реорганізували систему провінцій Галлії. Деякі історики вважають, що Максімус, можливо, також заснував офіс Comes Britanniarum (адміністративна посада, відповідальна за управління провінцією Британія в Римській імперії.). Він став популярним імператором; Квінт Аврелій Симмах виголосив панегірик чеснотам Максімуса. 
Максімус був важливим з кількох причин. Почалася тенденція до того, що на заході де-факто влада належала генералам. Його стосунки з церквою поклали початок тривалій боротьбі за те, щоб світські правителі мали владу над церквою. Крім того, його використання варварів було ще одним передвістям умов, що переважали на Заході в п'ятому столітті. Нарешті, Максімус був останнім справді могутнім імператором на заході; його поразка практично гарантувала, що центром Римської імперії стане Константинополь.

## Конфлікт з церквою
Максімус був суворим переслідувачем єретиків. Саме за його наказом Прісцілліана та шістьох його товаришів було страчено за єресь, хоча фактичні цивільні звинувачення, висунуті Максімусом, стосувалися практики магії. Видатні церковні діячі, такі як святий Амвросій і святий Мартін Турський, протестували проти такого втручання світської влади в доктринальні питання, але страти все ж були виконані. Таким чином, Максімус не тільки утвердився в ролі прихильника ортодоксії, але й зміцнив свої фінансові ресурси завдяки подальшим конфіскаціям. Галльська хроніка 452 року описує прісцілліаністів як "маніхейців", іншу гностичну єресь, вже засуджену в римському праві за часів Діоклетіана, і стверджує, що Магнат Максімус наказав їх "зловити і винищити з найбільшим завзяттям".
У листі з погрозами, адресованому Валентиніану II, найімовірніше, написаному між весною 384 і літом 387 року, Максімус скаржиться на дії Валентиніана щодо Амвросія і прихильників Нікейського Символу віри, пишучи: "Я хочу, щоб ви знали, що це не так: "Невже Ваша Величність, шановний для мене, думає, що релігія, яка колись пустила коріння в умах людей, яку встановив сам Бог, може бути викорчувана?" у відповідь на "збурення і конвульсії католицького права". І навпаки, едикт Максімуса 387/388 року, який засуджував християн Риму за спалення єврейської синагоги, був засуджений єпископом Амвросієм, який сказав, що люди вигукували: "Імператор став євреєм".

## Подальша література
Видатне місце Магнуса в історії, валлійських легендах і в Британському епосі означає, що він часто є персонажем або згадується в історичній та артурівській художній літературі. Серед таких історій - "Цикл про Пендрагона" Стівена Р. Лоухеда, "Порожні пагорби" Мері Стюарт, "Хроніки Камулода" Джека Вайта, серія "Британія" М. Д. Троу, "Королева Камелота" Ненсі Маккензі та "Шайба з Пукського пагорба" Редьярда Кіплінга. Популярна валлійська народна пісня Yma o Hyd, записана Дафіддом Іваном у 1981 році, згадує Магнуса та оспівує виживання валлійського народу з його часів.